# Économie de Seine-et-Marne
La Seine-et-Marne, département d'Île-de-France, a un tissu économique dense et diversifié. Ce département représente à lui seul 49 % de la superficie de la région. Il est relativement peu peuplé avec 1,37 million d'habitants en 2013 mais avec une population en croissance régulière relativement jeune.

## Infrastructures
La Seine-et-Marne dispose d'infrastructures de transports développées et complémentaires. Quelques données chiffrées :
- Routes : 210 km d'autoroutes (6 différentes : A4, A5, A6, A77, A104), A140), 195 km de routes nationales, 4 349 km de routes départementales et 7 408 km de routes communales[1].
- Ferroviaire : 2 gares TGV, 4 lignes RER (A, B, D, E) qui desservent depuis Paris, Melun, Tournan-en-Brie, Marne-la-Vallée ainsi que 3 lignes Transilien (K, P, R) desservant respectivement Dammartin-en-Goële, Meaux et Fontainebleau.
- Aérien : aéroport Roissy-Charles-de-Gaulle.
- Fluvial : 290 km de voies navigables pour plus de 2 000 km de cours d'eau.

## Agriculture

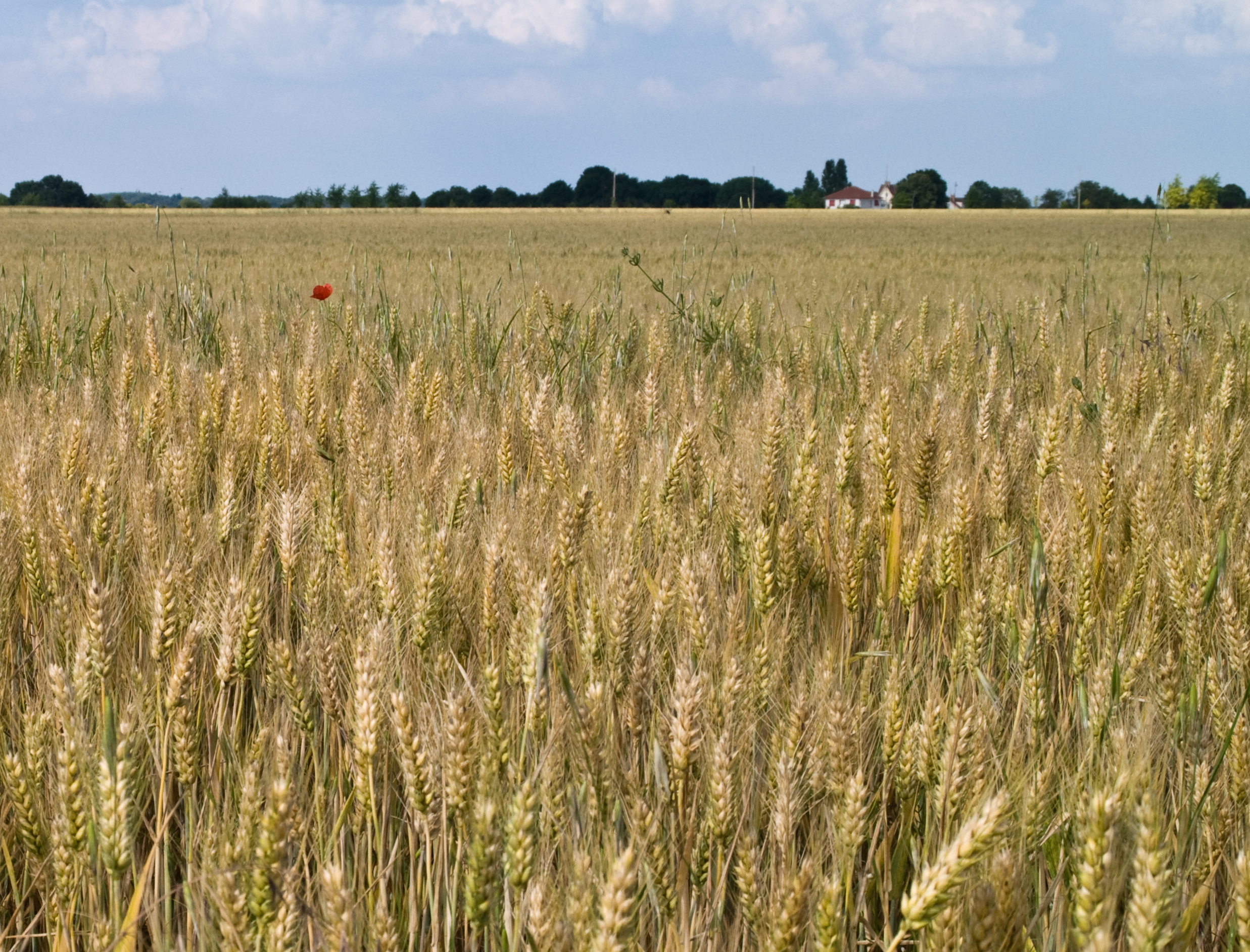
Champ de blé en Seine-et-Marne, près de Saint-Fargeau-Ponthierry

En 2007, l'agriculture occupe 56 % du territoire avec 335 000 ha pour 2 780 exploitations (pour 3 242 exploitations en 2000 soit une baisse de plus de 50 %) d'une taille moyenne de 120 ha et employant environ 4 800 personnes (pour 5 750 personnes en 2000 soit une baisse de plus de 60 %) essentiellement au sein d'entreprises familiales à 53 %. 80 % des exploitations sont en grandes cultures et 11 % consacrées à l'élevage. Les rendements exceptionnels en blé (150 000 ha soit 65 %), oléagineux (12 %), betterave (7 %), orge et maïs font que la moitié de cette production est exportée à l'international. Le département est « l'un des cinq premiers producteurs de blé français en 2008 ».
Production laitière de 300 000 hl pour 150 exploitations soutenue par la production de fromage de Brie, qui figure d'ailleurs au registre des fromages AOC sous les appellations Brie de Meaux, Brie de Melun et Brie de Nangis. Par ailleurs, le département produit également deux autres fromages classés : le Coulommiers et un produit laitier frais le Fontainebleau dont la production et la diffusion restent toutefois assez largement confidentielles et locales.
Malgré cette solide base agricole, la Seine-et-Marne a souffert pour prendre le virage de l'agro-industriel. Plus de 5 000 personnes sont employées dans ce secteur. Deux sucreries remplacent aujourd'hui la myriade d'établissements qui jadis traitaient la betterave : Nangis et Château-Landon.
Productrice de vins très médiocres vite abandonnés dès que le chemin de fer permit une meilleure circulation des marchandises à travers le pays, la Seine-et-Marne se redécouvre depuis peu une âme vigneronne notamment au travers de son exploitation historique depuis le XVIIIe siècle d'un raisin de table de grande qualité, le chasselas de Thomery. De plus, quelques vignobles de modestes dimensions produisent des vins qui n'ont plus rien de commun avec le mauvais vin de messe produit ici jusqu'au milieu du XIXe siècle.
La culture de la rose est ancienne et Provins s'impose, depuis 1240, comme la capitale des roses. Les roses constituent une parfaite culture de substitution pour les agriculteurs du XIXe siècle qui arrachaient alors leurs quelques pieds de vigne. C'est l'extension d'une sorte de vallée des roses qui court de Provins jusqu'aux portes de Paris. Aujourd'hui encore, cette production reste importante.
Parmi les autres spécialités du département il convient ici de citer la moutarde de Meaux testée et approuvée pour la première fois par un roi de France dès le XIIIe siècle. La recette est encore tenue secrète par le seul établissement qui produit environ 1,5 million de pots par an.

## Exploitation du sous-sol
Le sous-sol est riche et la Seine-et-Marne représente un quart du pétrole extrait en France (0,45 million de tonnes, soit l'équivalent de 2 jours de la consommation française).
87 carrières sont recensées sur le territoire départemental. Ce chiffre dépasse 150 si l'on inclut tous les lieux d'exploitation du sous-sol. Le gypse, l'argile, les graviers et le sable sont notamment exploités. Fort de ces richesses, la Seine-et-Marne héberge quelques entreprises de premier plan dans le domaine de la transformation de ces matières premières : Lafarge (ciment) et Villeroy & Boch (céramiques) notamment.
Grâce à l'exploitation géothermique, 50 000 personnes sont chauffées à Meaux et plus de 3 000 logements sont concernés à Melun.

## Industries
La tradition industrielle du département est ancienne.
L'industrie seine et marnaise emploie en effet plus de 50 000 salariés avec un certain nombre de points forts : le chocolat Menier, devenu propriété du groupe Nestlé, basé à Noisiel, la métallurgie à Montereau-Fault-Yonne ou l'industrie du verre de la vallée du Loing (site Corning en particulier).
On peut également citer la raffinerie de pétrole Total et l'usine d'ammoniac GPN (engrais azotés et produits industriels de dépollution) de Grandpuits, les sites Safran Aircraft Engines autour de l'aérodrome Melun-Villaroche, mais le département compte aussi de nombreuses entreprises dans le secteur agro-alimentaire, de l'industrie chimique, de l'imprimerie (Centre d'impression su groupe Québécor).
De plus, le développement des infrastructures (aéroport de Roissy-Charles-de-Gaulle, autoroutes, voies TGV) et l'urbanisation de la partie occidentale du département ont motivé le développement des activités de transport et de logistique qui sont désormais les points forts de l'industrie du département avec plus de 23 000 salariés.
Le secteur du bâtiment, porté par l'urbanisation, emploie désormais plus de 28 000 personnes.

## Tertiaire et tourisme
Les activités tertiaires sont en constant développement dans un département en voie d'urbanisation et de mutations rapides. Le secteur tertiaire, hors secteur du transport et de la logistique, emploie aujourd'hui la majorité des salariés du département.
Les activités commerciales salarient aujourd'hui plus de 68 500 salariés, soit près de 22 % des effectifs salariés du secteur privé. Dans cet ensemble, se distingue l'impact des enseignes de la grande distribution qui emploient plus de 13 300 personnes, dans les multiples hypermarchés et supermarchés du département. Évidemment, ce sont les structures commerciales des villes nouvelles de Sénart et Marne-la-Vallée qui, outre quelques très beaux fleurons industriels, se signalent par leurs activités. Cette présence des géants de la distribution pèse évidemment sur le commerce de proximité qui tend à stagner, tant en termes d'effectifs que d'entreprises en activité.
Les autres segments de l'activité tertiaire emploient aujourd'hui plus de 124 000 salariés.
Pour autant, cette réalité recouvre des réalités fort différentes, comme partout en France, et est notamment portée par le développement du travail intérimaire, des entreprises de gardiennage et de sécurité, des entreprises de nettoyage. Ces différents segments d'activité salarient aujourd'hui plus de 28 500 salariés, notamment dans les arrondissements de Meaux et de Torcy.
Le secteur sanitaire et social est également un important vecteur d'emplois, avec plus de 22 000 emplois, notamment dans le champ des activités d'accueil et d'hébergement et l'aide à domicile, secteurs en constant développement dans un département jeune mais où l'on compte aussi plus de 80 maisons et résidences pour retraités.
Les arts, spectacles et activités récréatives sont de loin la plus forte spécialité de la Seine-et-Marne (18 % de l’emploi francilien du secteur en 2010), en très forte progression par rapport à 1990 en nombre d’emplois (+ 379 %) et en termes de spécialisation (la part de ce secteur dans les services marchands du département est 3,2 fois plus élevée que la moyenne régionale, contre 1,9 fois en 1990). Depuis son ouverture en 1992, Disneyland Paris, sur la commune de Chessy, génère de nombreux emplois dans le département. Le parc à thèmes est, avec près de 15 000 salariés, le plus important employeur privé du département.
Le tourisme tient son rang avec plus de 14 000 chambres d'hôtels et quelques sites remarquables comme les châteaux de Fontainebleau ou Vaux-le-Vicomte, la cité médiévale de Provins et le Parc Disneyland notamment. Le secteur de l'hôtellerie et de la restauration représente plus de 18 000 emplois directs dans le département. Le secteur hôtelier départemental a vu sa qualité progresser, de par l'ouverture, notamment autour de Disneyland Paris ou à proximité de Roissy, d'hôtels de catégorie 3, 4 étoiles ou 4 étoiles Luxe, gérés dans le cadre des grandes enseignes international du secteur. Ce décompte ne tient évidemment pas compte des emplois commerciaux induits par la présence des activités commerciales à proximité des zones touristiques ni des emplois générés par la gestion des installations sportives de plein air, l'information touristique ou encore la valorisation du patrimoine.

## Principales entreprises et pôles de compétitivité
Les principales entreprises de Seine-et-Marne sont, sur la base des derniers chiffres d'affaires publiés :
- Safran Aircraft Engines : 8 854 millions d'euros (2017),
- Cora : 4 700 millions d'euros (2016),
- Conforama France : 2 413 millions d'euros (2016),
- Tech Data France : 2 402 millions d'euros (2017),
- Distribution Leader Price SNC : 2 320 millions d'euros (2016),
- Nestlé France : 1 945 millions d'euros (2016),
- But International : 1 535 millions d'euros (2017),
- Picard Surgelés : 1 385 millions d'euros (2017),
- Euro Disney Associés SCA : 1 285 millions d'euros (2016),
- SFR Group : 1 137 millions d'euros (2016),
- Nestlé Purina PetCare : 1 030 millions d'euros (2016),
- Scadif : 978 millions d'euros (2016),
- Kuehne + Nagel : 734 millions d'euros (2016),
- Euro Disney Vacances SAS : 693 millions d'euros (2016),
- Herta SAS : 645 millions d'euros (2016),
- Glencore Céréales France SAS : 444 millions d'euros (2016).

Le département accueille le pôle de compétitivité Advancity autour de l'École nationale des ponts et chaussées et de la Cité Descartes.

## Démographie et emploi
Le taux de chômage en Seine-et-Marne s'établissait à 7,7 % de la population active au 3e trimestre 2017, inférieur de 1,7 points à celui de la France fixé à 9,4 % et de 0,7 point à celui de l'Île-de-France fixé à 8,4 %. Le nombre d'allocataires du revenu de solidarité active socle était de 28 277 fin 2016.
Le département a connu, depuis une trentaine d'années, un important développement démographique et économique qui a notamment concerné les arrondissements de Torcy, Meaux et Melun. Au demeurant, ces évolutions ont justifié la création du nouvel arrondissement de Torcy, puisque le centre de gravité démographique et économique s'est nettement orienté vers l'Ouest, rapprochant la Seine et Marne du reste de l'agglomération parisienne.
A contrario, les deux arrondissements de Fontainebleau et Provins participent plus, quant à leurs activités, de l'économie des départements de province voisins.
Ils ont d'ailleurs connu, contrairement à la partie Ouest du département et singulièrement aux deux villes nouvelles, une réduction ou une stagnation du nombre d'emplois salariés du secteur privé, alors même que la population de nombreux cantons continue de s'accroître, sous l'effet de l'urbanisation des villages ruraux de la Brie et du Gâtinais.
Ce qui fait également que les petites villes situées à la périphérie de l'agglomération parisienne sont en butte à des difficultés particulières en termes de devenir économique, comme l'illustre l'exemple de Montereau-Fault-Yonne.
Dans un autre ordre d'idées, malgré le classement d'une bonne partie du territoire de la commune sous statut de ZFU, Meaux connaît une contraction du nombre des emplois offerts localement, avec un peu plus de 500 emplois perdus entre 2001 et 2006.
Une partie du développement du département est aussi liée à la réalité de l'implantation d'entreprises innovantes, de laboratoires de recherche et développement, tous domaines dans lesquels le département demeure assez peu pourvu.
En effet, le secteur de l'informatique n'emploie pour l'heure que 3 072 personnes dans le département (chiffres fin 2006) dont une part essentielle dans le secteur du Val Maubuée, et notamment les communes de Champs-sur-Marne et Torcy, où se trouvent les implantations de la nouvelle université Paris-Est Marne-la-Vallée.
Les activités de recherche développement, indépendamment des bureaux d'études intégrés dans le secteur industriel, n'emploient encore que 637 personnes, en quasi-totalité (545) sur le site de la Cité Descartes à Champs-sur-Marne.
Enfin, les activités d'ingénierie ne comptent pour l'heure que 3 095 salariés, pour moitié environ, là encore sur le secteur de Torcy et pour un tiers sur celui de Melun.
Ce n'est donc qu'à partir de l'implantation de l'Université que le département a commencé réellement de connaître un développement de ces activités qui n'emploient pour l'heure, au total, qu'un peu plus de 2 % des effectifs salariés du secteur marchand.
Quant aux perspectives d'emploi, elles s'avèrent particulièrement marquées, de manière générale, par une offre largement portée par des professions pas nécessairement très qualifiées. Selon l'enquête Besoins de main d'œuvre des ASSEDIC pour 2007, les entreprises seine et marnaises avaient l'intention de procéder à 17 722 recrutements.
Les cinq professions les plus demandées étaient celles d'employé du secteur de l'hôtellerie et de la restauration (1 729 offres, soit près de 10 % du total des offres), d'agent d'entretien (1 347 offres), de conducteurs routiers (950 offres), de maçon qualifié (674 offres) et d'employé de maison (644 offres).
On notera cependant que la grande majorité de ces offres d'emploi étaient proposés sous forme de contrat de travail durable, notamment dans l'hôtellerie, puisque le département, à l'instar des autres départements de la Région Île-de-France, n'est pas soumis aux mêmes règles de saisonnalité que les autres destinations touristiques, l'activité ayant un caractère permanent, singulièrement autour de Disneyland Paris.
Et comme partout, le secteur du bâtiment est largement en butte à des difficultés majeures de recrutement.
En fin de compte, les perspectives économiques du département risquent de l'entraîner rapidement des difficultés d'insertion sociale de sa jeune population.
Enfin, le fait que nombre de grandes entreprises du département soient intégrées dans l'ensemble plus large de grands groupes à vocation internationale peut faire craindre que les choix stratégiques accomplis par ces groupes pèsent lourdement sur l'emploi, comme cela s'est d'ailleurs déjà manifesté dans l'agro alimentaire, dans le verre comme dans la métallurgie.

## Économie sociale et solidaire
Le nombre d'associations seine-et-marnaises est compris dans la fourchette régionale des 20 000 à 30 000 associations, seul le département de Paris approche les 100 000 associations répertoriées.
L'université Gustave Eiffel, à Champs-sur-Marne propose une licence professionnelle en Gestion des Organisations de l'Economie Sociale et Solidaire en parcours initial et en alternance. L'université accueille depuis 2010 la chaire d'ESS. Hervé Defalvard est membre de la Chaire. 
L'agglomération Paris-Vallée de la Marne est labellisé French Impact grâce au collectif porteur composé de la Chaire ESS UGE, la Communauté d’agglomération Paris - Vallée de la Marne, France Active (ex AFILE 77), le SIETREM et la M2IEM.